# Ruritanische Romanze
Ruritanische Romanzen sind Abenteuerromane, die in einem fiktiven, kleinen, aristokratisch regierten zentraleuropäischen Land angesiedelt sind und Intrigen, Liebesgeschichten sowie oft die Wiederherstellung der rechtmäßigen Ordnung zum Gegenstand haben.
Die wesentlichen Elemente des Genre prägte der im Fantasieland Ruritanien verortete Roman Der Gefangene von Zenda des Briten Anthony Hope. Der 1894 publizierte Roman, seine Folgebände und viele davon inspirierte Werke, darunter die „Graustark“-Romane von George Barr McCutcheon, waren in der ersten Hälfte des 20. Jahrhunderts im englischen Sprachraum sehr populär. Die ruritanischen Stilelemente wurden bald auch verbreitet parodiert oder in anderen Genres und Medien aufgenommen, etwa in Hergés Comic König Ottokars Zepter (1938) oder im Film Die Marx Brothers im Krieg (1933).
Nach dem Zweiten Weltkrieg waren ruritanische Romanzen weniger gefragt, unter anderem weil die das Genre prägenden Kleinmonarchien und -fürstentümer weitgehend auch aus der Erinnerung der Europäer verschwunden waren. Ruritanische Motive wurden und werden aber weiterhin als Stilelement eingesetzt, z. B. im Comic QRN ruft Bretzelburg von André Franquin (1961) oder im Roman und Hörspiel Die silberne Spinne von Robert Arthur (1981).